# Seripha pyrrhocrocis
Seripha pyrrhocrocis là một loài bướm đêm thuộc phân họ Arctiinae, họ Erebidae.